# Splayd
Splayd — це вид посуду для їжі, що поєднує у собі 3 функції: ложки, ножа та виделки. Він був створений Вільямом Макартуром в 1940-х роках у Сіднеї, Австралія.

## Опис
Splayd має загальну форму ложки, але з чотирма зубцями і двома твердими плоскими краями з обох боків, які призначені для розрізання м'яких продуктів. Цей вид посуду часто має геометричну, а не округлу чашу.
Британським ліцензіатом на виробництво та розповсюдження Splayds протягом 1970-х років був Viners of Sheffield. На той час вони були одними з найбільших виробників столових приборів у Великій Британії.
Splayd застосовується також в медичних цілях, тому що його рекомендували для вирішення труднощів з годуванням або під час лікування руки, і він є частиною системи посуду Selectagrip з ручками, що налаштовуються для людей, які мають проблеми із користуванням звичайним посудом. Також відомо, що це був популярний весільний подарунок в Австралії в 1950-х і 1960-х роках.